# الواحات البحرية (مركز)
مركز الواحات البحرية، مركز إداري مصري. يقع في محافظة الجيزة الواقعة في جمهورية مصر العربية. القاعدة الإدارية للمركز هي مدينة الباويطي.